# Poison the Parish
A Poison the Parish a Seether 2017-ben megjelent hetedik stúdióalbuma. Az album 2017. május 12-én jelent meg, kiadója a Canine Riot Records (a zenekar frontembere, Shaun Morgan saját kiadója). A lemez első kislemeze a Let You Down, ami 2017. február 23-án jelent meg.

## Az album dalai
| 1.    | Stoke the Fire     | 3:44 |
| 2.    | Betray and Degrade | 4:04 |
| 3.    | Something Else     | 3:42 |
| 4.    | I'll Survive       | 3:38 |
| 5.    | Let You Down       | 4:10 |
| 6.    | Against the Wall   | 3:50 |
| 7.    | Let Me Heal        | 3:52 |
| 8.    | Saviours           | 3:22 |
| 9.    | Nothing Left       | 3:36 |
| 10.   | Count Me Out       | 3:50 |
| 11.   | Emotionless        | 5:21 |
| 12.   | Sell My Soul       | 4:17 |
| 46:26 |                    |      |

| Bónusz számok | Bónusz számok    | Bónusz számok | Bónusz számok | Bónusz számok | Bónusz számok | Bónusz számok | Bónusz számok | Bónusz számok | Bónusz számok |
|               | Cím              | Hossz         |               |               |               |               |               |               |               |
| ------------- | ---------------- | ------------- | ------------- | ------------- | ------------- | ------------- | ------------- | ------------- | ------------- |
| 13.           | Feels Like Dying | 4:03          |               |               |               |               |               |               |               |
| 14.           | Misunderstood    | 3:47          |               |               |               |               |               |               |               |
| 15.           | Take a Minute    | 4:29          |               |               |               |               |               |               |               |
| 59:05         |                  |               |               |               |               |               |               |               |               |

## Közreműködők
- Shaun Morgan – ének, gitár
- Dale Stewart – basszusgitár, háttérvokál
- John Humphrey – dobok, perkusszió

## Helyezések

### Albumlisták
| Lista (2014)                                | Helyezés |
| ------------------------------------------- | -------- |
| Ausztrália (ARIA Top 50 Albums)             | 29       |
| Ausztria (Ö3 Austria Top 40)                | 23       |
| Belgium (Ultratop Flandria)                 | 130      |
| Egyesült Királyság (UK Albums Chart)        | 72       |
| Egyesült Királyság (Scottish Albums)        | 34       |
| Kanada (Billboard Canadian Albums Chart)    | 25       |
| Németország (Offizielle Top 100)            | 26       |
| Svájc (Schweizer Hitparade Top 100 Albums)  | 16       |
| USA Billboard 200                           | 14       |
| Új-Zéland (Recorded Music NZ Top 40 Albums) | 3        |

## Külső hivatkozások
- A Seether hivatalos oldala